# Le Chesne, Eure
 Le Chesne là một xã thuộc tỉnh Eure trong vùng Normandie miền bắc nước Pháp.